# ホテルC&I
ホテルシーアンドアイ郡山（ホテルシーアンドアイ、Hotel C&I）は、福島県郡山市にあるホテルである。

## 概要
郡山駅より徒歩13分、県道17号（旧国道4号　奥州街道／陸羽街道）沿いの立地で営業。Wi-Fiやリラックスコーナーを備える。2013年2月1日より、郡山温泉100%天然温泉を提供している。日帰り入浴にも対応する。温泉については郡山市内の温泉#郡山療養温泉あさかの湯（ホテルシーアンドアイ郡山）を参照。

## 設備
- 大浴場（露天風呂、サウナあり）
- レストランコーナー／ラウンジコーナー

ほか

## アクセス
- 鉄道
  - 東北新幹線・東北本線・水郡線・磐越西線・磐越東線 郡山駅より徒歩13分
- バス
  - 郡山駅より福島交通バス「堤下」下車
- 高速道路からのアクセス
  - 東北自動車道 郡山ICより約15分または郡山南ICより約20分
- 郡山駅より送迎あり

## 近隣施設
- ビッグアイ
- 福島地方裁判所郡山支部
- 郡山市民文化センター
- 郡山市郡山公会堂
- 麓山公園
- 21世紀記念公園麓山の杜
- 荒池公園